# City Ground
City Ground er et fodboldstadion i Nottingham i England, der er hjemmebane for Premier League-klubben Nottingham Forest. Stadionet har plads til 30.404 tilskuere, og det blev indviet i 1898.
Nottingham Forest arbejder med planer om at forlade City Ground og bygge et nyt stadion, der efter planen skulle stå klart i 2014.